# Сандборг-Вестерберг, Аманда
Аманда Тереза Сандборг-Вестерберг (швед. Amanda Theresa Sandborg-Waesterberg; 16 декабря 1842, Стокгольм — 3 января 1918, Бергвик) — шведский композитор, автор нескольких сотен песен религиозного характера.

## Биография
Аманда Сандборг родилась в 1842 году в Стокгольме. Её родителями были Карл Сандборг и его вторая жена Фредерика Сесилия Хагберг. Отец Аманды был церковным кантором, а также пел в хоре Королевской оперы. Крёстным отцом Аманды стал дирижёр Якоб Никлас Альстрём.
Первые уроки музыки Аманда получила от отца. Затем, в 1862 году она поступила на хоровое отделение колледжа при Королевской музыкальной академии. Помимо музыкального образования Аманда приобрела специальности учительницы и телеграфистки (телеграфисткой была и её сестра), а также работала некоторое время гувернанткой. В 1875 году она начала публиковать собственные музыкальные произведения под псевдонимом «A S-g». Вышло несколько сборников её песен; кроме того, с 1882 по 1920 год её песни, предназначенные для исполнения в церкви (в общей сложности 120), публиковались в христианской еженедельной газете Sanningsvittnet. Отдельные песни включались также в состав различных сборников церковных гимнов.
В 1876 году Аманда Сандборг вышла замуж за Ларса Магнуса Вестерберга. По всей видимости, доходов мужа семье не хватало, поэтому Аманда давала уроки игры на фортепиано и, возможно, преподавала в школе Рихарда Андерссона. В 1901 году Ларс Вестерберг умер, после чего Аманда жила вместе с одним из их детей. Она умерла 3 января 1918 года в Бергвике (Хельсингланд).
Наследие Аманды Сандборг-Вестерберг как композитора состоит преимущественно из песен, в том числе около двухсот на религиозную тематику. В плане композиции они варьируются от незатейливых мелодий с простой ритмической схемой и гармонией до более сложных и масштабных произведений, рассчитанных как на сольное, так и на хоровое исполнение. К некоторым из них автор написала также фортепианную партию.